# Glanapteryx anguilla
Glanapteryx anguilla es una especie de peces de la familia Trichomycteridae en el orden de los Siluriformes.

## Morfología
• Los machos pueden llegar alcanzar los 6,1 cm de longitud total.

## Hábitat
Es un pez de agua dulce y de clima tropical.

## Distribución geográfica
Se encuentran en Sudamérica:  cuencas de los ríos  Negro y Orinoco.